# ウミアイサ
ウミアイサ（海秋沙、Mergus serrator）は、鳥綱カモ目カモ科ウミアイサ属に分類される鳥類。

## 分布
アイスランド、スカンジナビア半島、シベリア、アラスカ、グリーンランドなどで繁殖する。冬季になるとヨーロッパの大西洋・地中海沿岸部、中華人民共和国東部、日本沿岸部、北アメリカ大陸沿岸部などで越冬する。
北海道で繁殖の記録ありとする書籍もあるが、カワアイサと誤認された可能性がある。

## 形態
全長48 - 66センチメートル。翼長22 - 26センチメートル。体重900 - 1,200グラム。虹彩は赤い。嘴や後肢の色彩は赤い。
オスの頭部は光沢のある緑黒色で、後頭が二段状に伸長する。頸部に白い帯模様があり、その下に黒色斑が混じった褐色の帯模様が入る。体側面は白色部と黒色部からなる細かい波状の斑紋があり、下面は白い。メスやオスの非繁殖羽（エクリプス）は頭部が褐色で、頸部から体は灰褐色。

## 生態
越冬時は沿岸部や入江などに生息するが、沿岸部の湖などでみられることもある。時々、砂浜に上がり休息している姿も観察される。群れで行動していることが多い。繁殖期は、亜寒帯や北部温帯の淡水湖沼や河川に生息する。しばしば、小規模のコロニーを形成する。
主に魚類を食べるが、雛や幼鳥は甲殻類も食べる。
繁殖様式は卵生。岩陰や藪に営巣するが、樹洞に営巣したり巣箱を利用することもある。7 - 10個の卵を産む。抱卵期間は28 - 32日。孵化した雛は母親が保護するが、後に1 - 2羽のメスが合流した雛を保護する。

## 人間との関係
分布が非常に広く、生息数は安定していると考えられ、2018年の時点では種として絶滅のおそれは低いと考えられている。一方で森林伐採やダム建設などによる生息地の破壊、水質汚染、狩猟、害鳥としての駆除、漁業による混獲、鳥インフルエンザなどの感染症などによる影響が懸念されている